# 築地書館
築地書館（つきじしょかん）は、日本の出版社。自然・環境・子育て・歴史・文学・社会問題から生活実用書までを発行する。